# Цикл женских турниров ITF 2015
Цикл женских турниров ITF 2015 (англ. 2015 ITF Women's Circuit) — ежегодный женский тур профессиональных теннисистов, проводимый Международной федерацией тенниса.

## Расписание 2015 года
1. Цикл женских турниров ITF 2015 (январь — март)
2. Цикл женских турниров ITF 2015 (апрель — июнь)
3. Цикл женских турниров ITF 2015 (июль — сентябрь)
4. Цикл женских турниров ITF 2015 (октябрь — декабрь)